# 21 februari
21 februari is de 52ste dag van het jaar in de gregoriaanse kalender. Hierna volgen nog 313 dagen (314 dagen in een schrikkeljaar) tot het einde van het jaar.

## Gebeurtenissen
- Algemeen
  - 1431 - Begin van het proces tegen Jeanne d'Arc in Rouen.
  - 1852 - Oprichting van de Vereeniging ten behoeve der Arbeidersklasse te Amsterdam, de eerste woningbouwvereniging van Nederland
  - 1907 - De veerboot SS Berlin breekt tijdens een storm in twee stukken op de pier van Hoek van Holland. 128 mensen komen om. Slechts zestien personen overleven de ramp.
  - 1909 - De Rotterdamse politie stelt een rijwielbrigade in.
  - 1988 - De Amerikaanse tv-dominee Jimmy Swaggart treedt terug na seksuele misstappen.
  - 1990 - In het Groningse Beerta wordt een driejarig meisje zodanig door een pitbull toegetakeld dat zij eraan overlijdt.
  - 2005 - Wikipedia ondervindt een stroomstoring en is voor dataherstel één dag offline.
  - 2024 - Een tornado treft West-Java (Indonesië) en veroorzaakt ten minste 20 gewonden. Zeker 60 huizen lopen schade op.[1]
  - 2024 - In Lochem komen twee bouwvakkers om bij het bouwen van een nieuwe brug over het Twentekanaal. Zij waren aan het werk onder de getakelde boog die neer kwam op een bouwtoren van ongeveer 50 meter hoog, twee andere bouwvakkers raakten gewond.[2][3]

- Criminaliteit en veiligheid
  - 1814 - Speculanten profiteren in Londen van het vals in omloop gebrachte nieuws over de dood van Napoleon Bonaparte in de Grote beursfraude van 1814.
  - 2011 - In Roemenië worden tientallen douaniers en leden van de grenspolitie opgepakt op verdenking van sigarettensmokkel.

- Oorlog
  - 1916 - Frankrijk - begin van de Slag om Verdun.
- Politiek
  - 1816 - Nederland - Kroonprins Willem, de latere Koning Willem II trouwt met Anna Paulowna, een dochter van Tsaar Paul I van Rusland.
  - 1848 - Duitsland - Karl Marx publiceert het Manifest van de Communistische Partij.
  - 1910 - De Egyptische premier Pasha Ghali overlijdt 1 dag na een aanslag op zijn leven door een schutter.
  - 1960 - Cuba - Fidel Castro nationaliseert alle bedrijven.
  - 1972 - President Richard Nixon bezoekt de volksrepubliek China.
  - 2008 - Een twintigtal Vlaamse linkse intellectuelen houdt onder de naam Gravensteengroep een pleidooi voor onafhankelijkheid van Vlaanderen.
  - 2018 - De Slowaakse onderzoeksjournalist Ján Kuciak wordt, samen met zijn verloofde Martina Kušnírová, doodgeschoten door een huurmoordenaar. Kuciak was de eerste journalist die ooit in Slowakije werd vermoord.[4]
  - 2022 - De Russische president Poetin erkent in een lange toespraak de (zelfverklaarde) volksrepublieken Donetsk en Loegansk die gedeeltelijk op Oekraïens grondgebied liggen als onafhankelijk.[5] Gelijktijdig trekken Russische strijdkrachten de regio's binnen voor een zogenoemde vredesmissie.[6] Gevreesd wordt voor een verdere escalatie van het conflict in het oosten van Oekraïne.
  - 2023 - De Russische president Vladimir Poetin verklaart in een toespraak voor het parlement dat hij New START, het enige nog geldende kernwapenontmantelingsverdrag tussen Rusland en de VS, opschort.[7]

- Media
  - 1922 - Het persbureau Vaz Dias verzorgt de eerste nieuwsuitzending op de radio via de zender van de Amsterdamse effectenbeurs.

- Religie
  - 2001 - Paus Johannes Paulus II creëert 42 nieuwe kardinalen, onder wie de Litouwse oud-nuntius in Nederland Audrys Juozas Bačkis.

- Sport
  - 1893 - In Argentinië wordt de Argentijnse voetbalbond ("Asociación del Fútbol Argentino") opgericht.
  - 1948 - Oprichting van de Duitse voetbalclub SC Fortuna Köln.
  - 1981 - Schaatsster Alie Boorsma verbetert in Grenoble het Nederlands record op de 500 meter en noteert een tijd van 42,41 seconden.
  - 1985 - Dertiende Elfstedentocht, gewonnen door Evert van Benthem in een tijd van 6.47.44. Lenie van der Hoorn wint bij de vrouwen.
  - 2010 - Schaatsster Ireen Wüst wint goud op de 1500 meter tijdens de Olympische Winterspelen van Vancouver.
  - 2015 - Femke Pluim verbetert in Apeldoorn het Nederlands indoorrecord polsstokhoogspringen met een hoogte van 4,47 meter.

- Wetenschap en technologie
  - 1811 - Ontdekking van chloor wereldkundig gemaakt door Humphry Davy.
  - 1931 - Duitsland lanceert de eerste raket ooit die gebruik maakt van vloeibare brandstof. De Hückel-Winkler 1 van ongeveer een halve meter lang bereikt een hoogte van enkele meters.[8]
  - 1947 - Edwin Land demonstreert de eerste instant fotocamera, de Polaroid Land Camera geheten.
  - 1953 - Francis Crick en James Watson ontdekken de structuur van het DNA-molecuul.
  - 1972 - Het Russische onbemande ruimtevaartuig Loena 20 landt op de Maan.
  - 2022 - Koppeling van het Cygnus NG-17 ruimtevaartuig van Northrop Grumman met het Internationaal Ruimtestation ISS zo'n twee dagen na lancering.[9]
  - 2023 - De periodieke komeet P/2010 VH95 (Catalina) bereikt het perihelium van zijn baan rond de zon tijdens deze verschijning.[10][11]
  - 2024 - De niet meer werkende European Remote Sensing 2 (ERS-2) satelliet van ESA valt ongecontroleerd terug in de atmosfeer boven de Grote Oceaan. Het is niet bekend of brokstukken de grond hebben bereikt.[12]
  - 2024 - Landing in de woestijn van Utah (Verenigde Staten) van de W-1 capsule van Varda Space Industries. De capsule die op 12 juni 2023 is gelanceerd met de Transporter 8 missie van SpaceX bevat in de ruimte gevormde kristallen van het antivirale medicijn Ritonavir.[13]

## Geboren

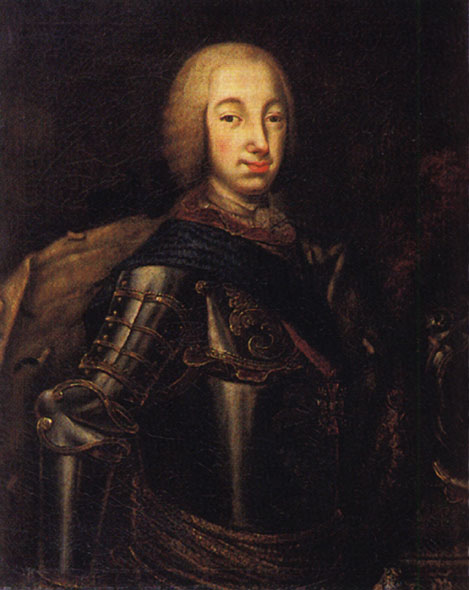
Peter III
geboren in 1728

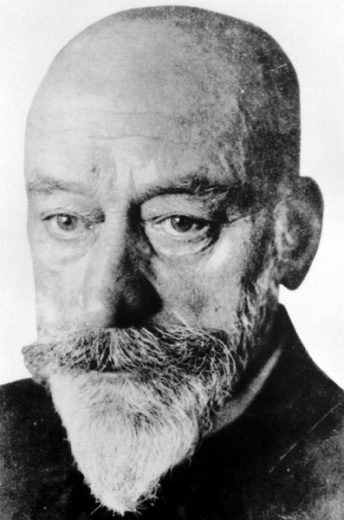
H.P. Berlage
geboren in 1856

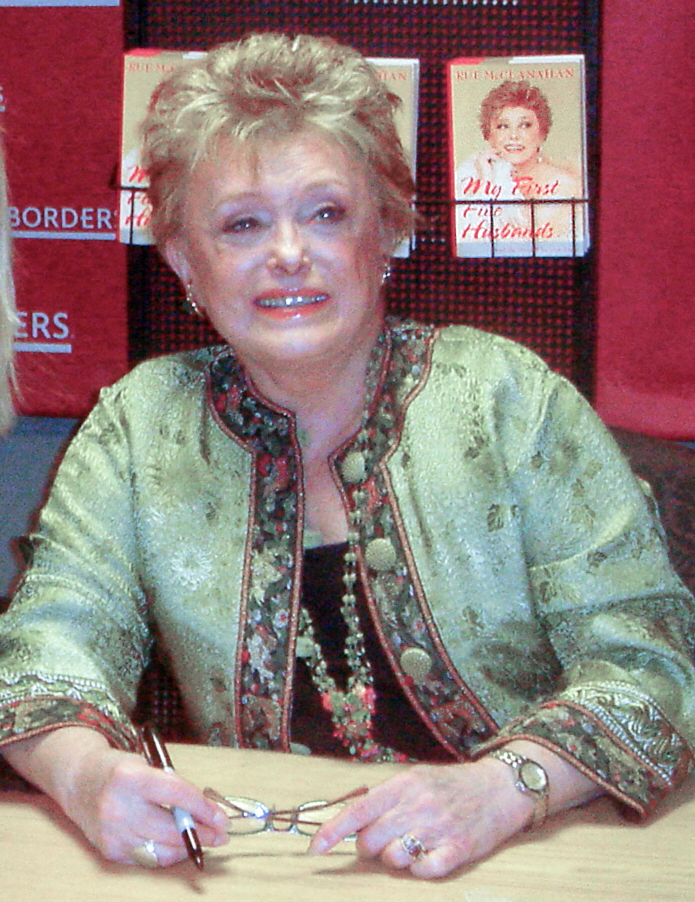
Rue McClanahan
geboren in 1934

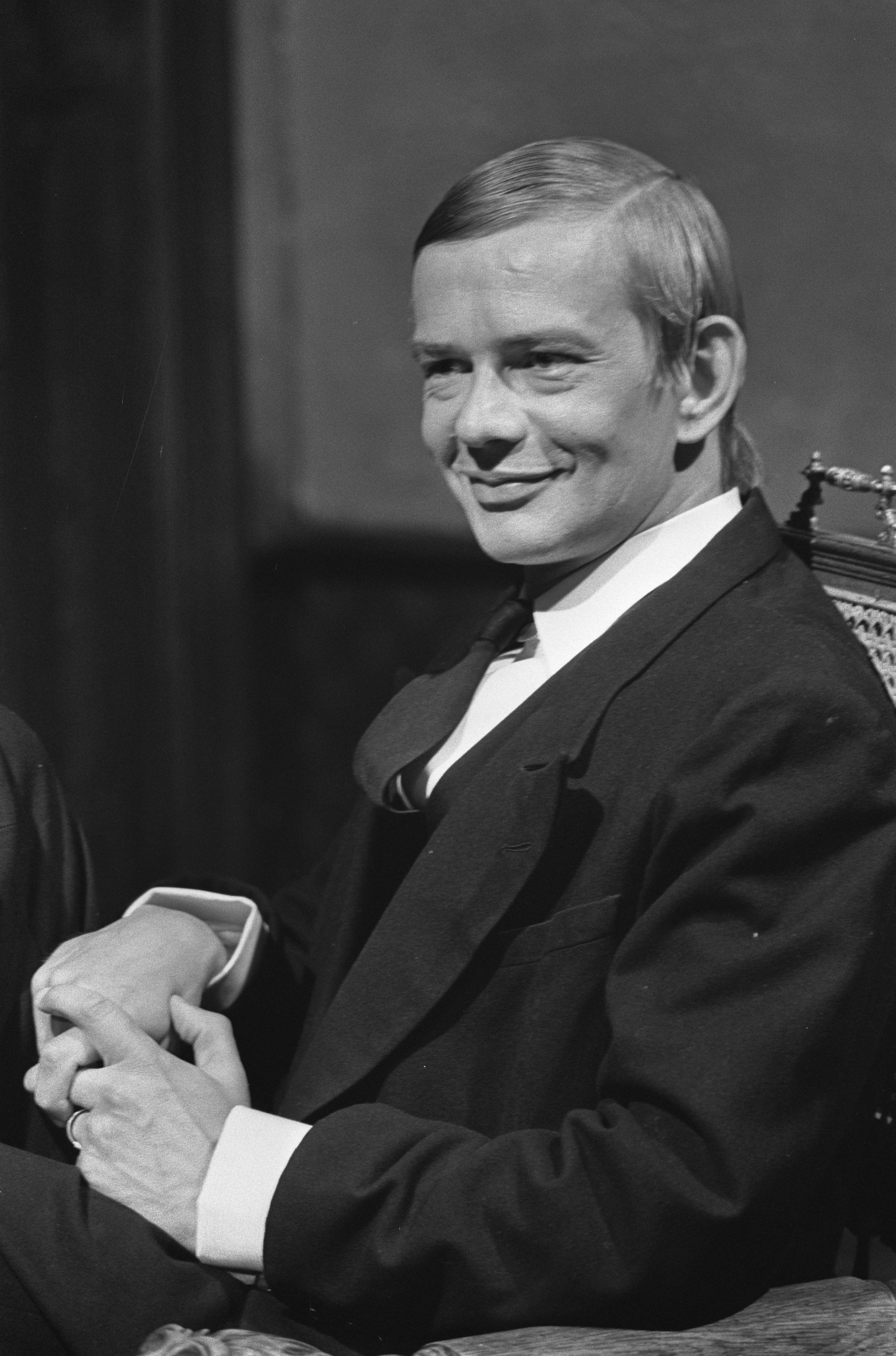
Jo de Meyere
geboren 1939

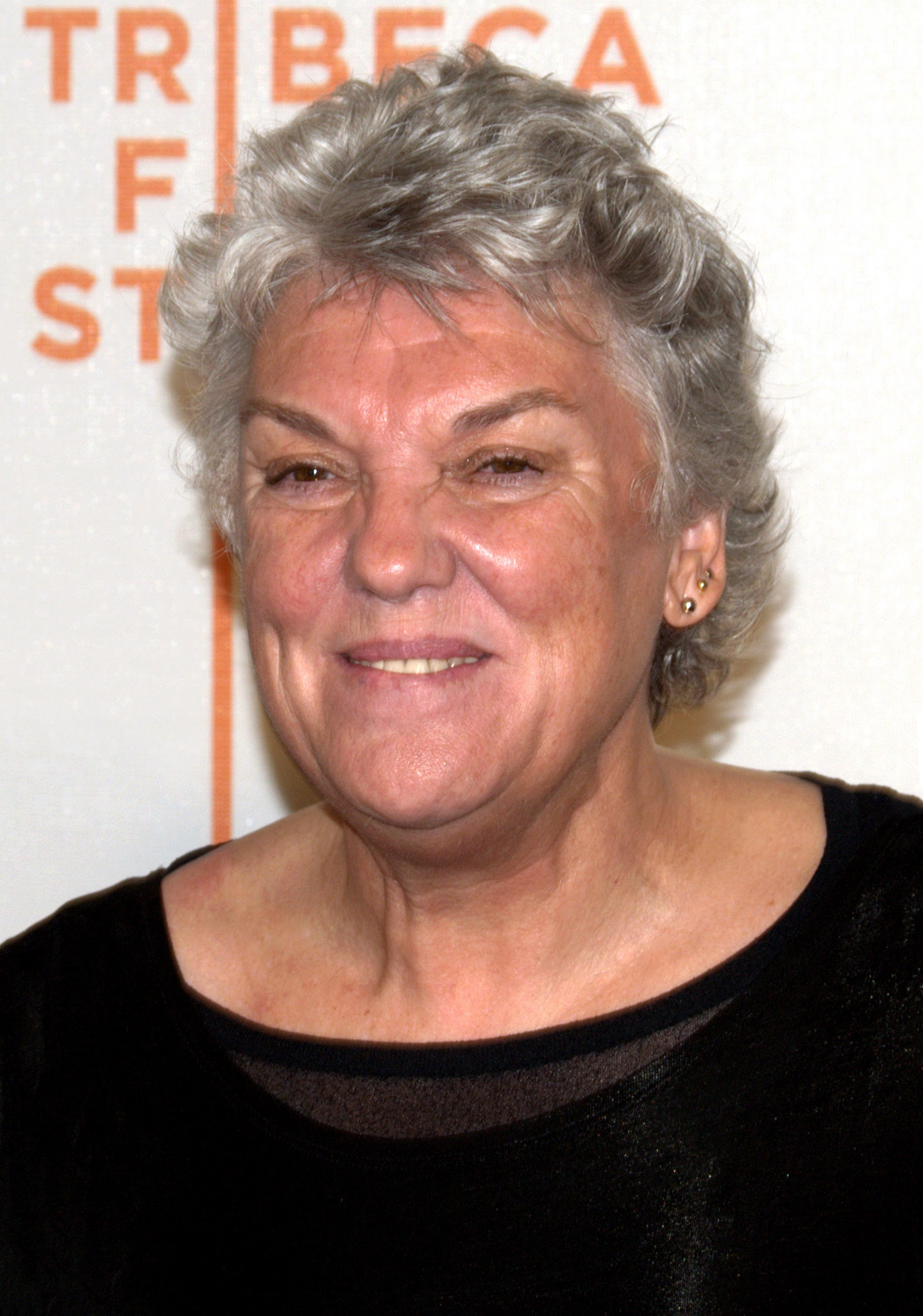
Tyne Daly
geboren in 1946

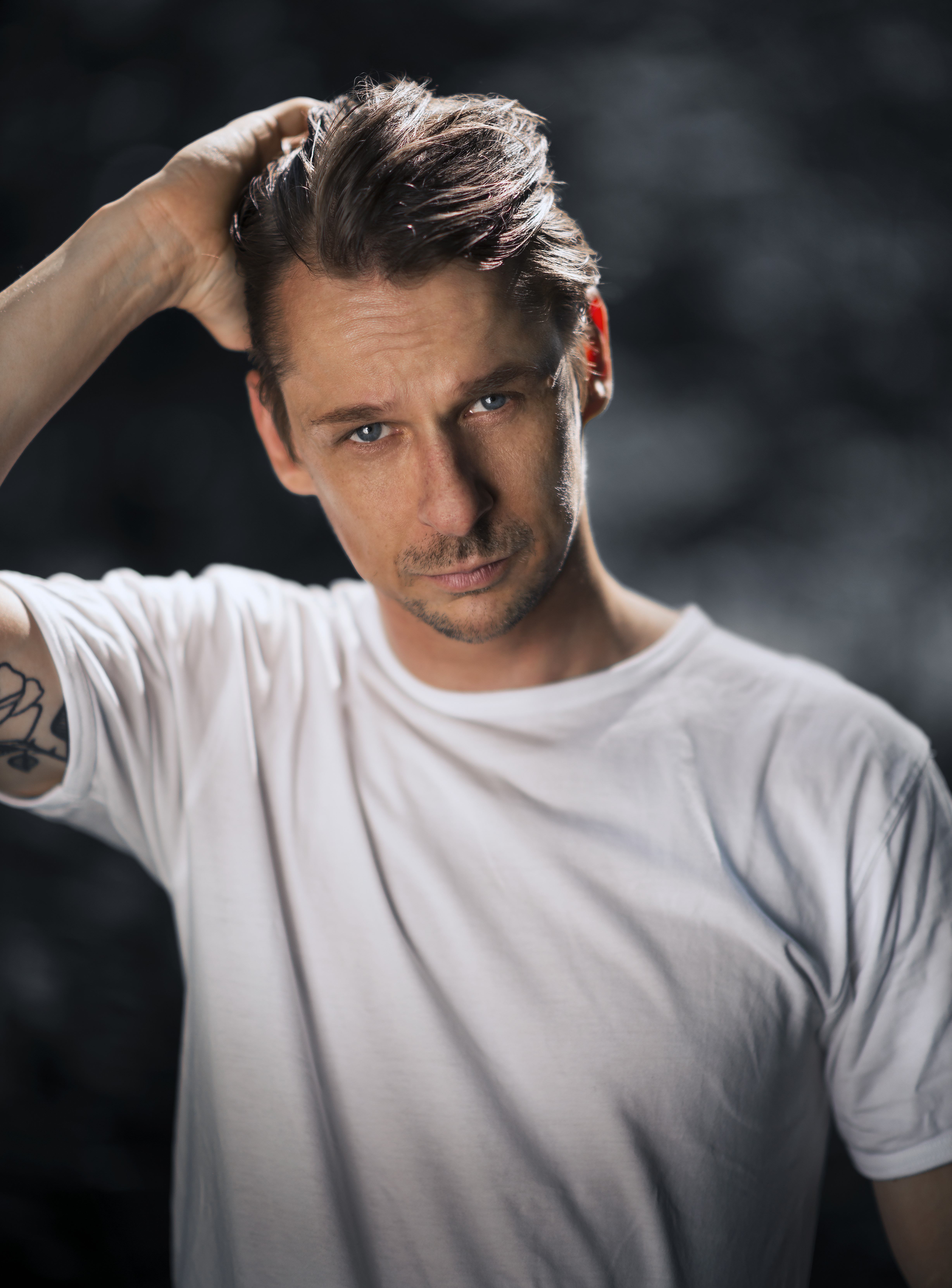
Peter Viitanen
geboren in 1980

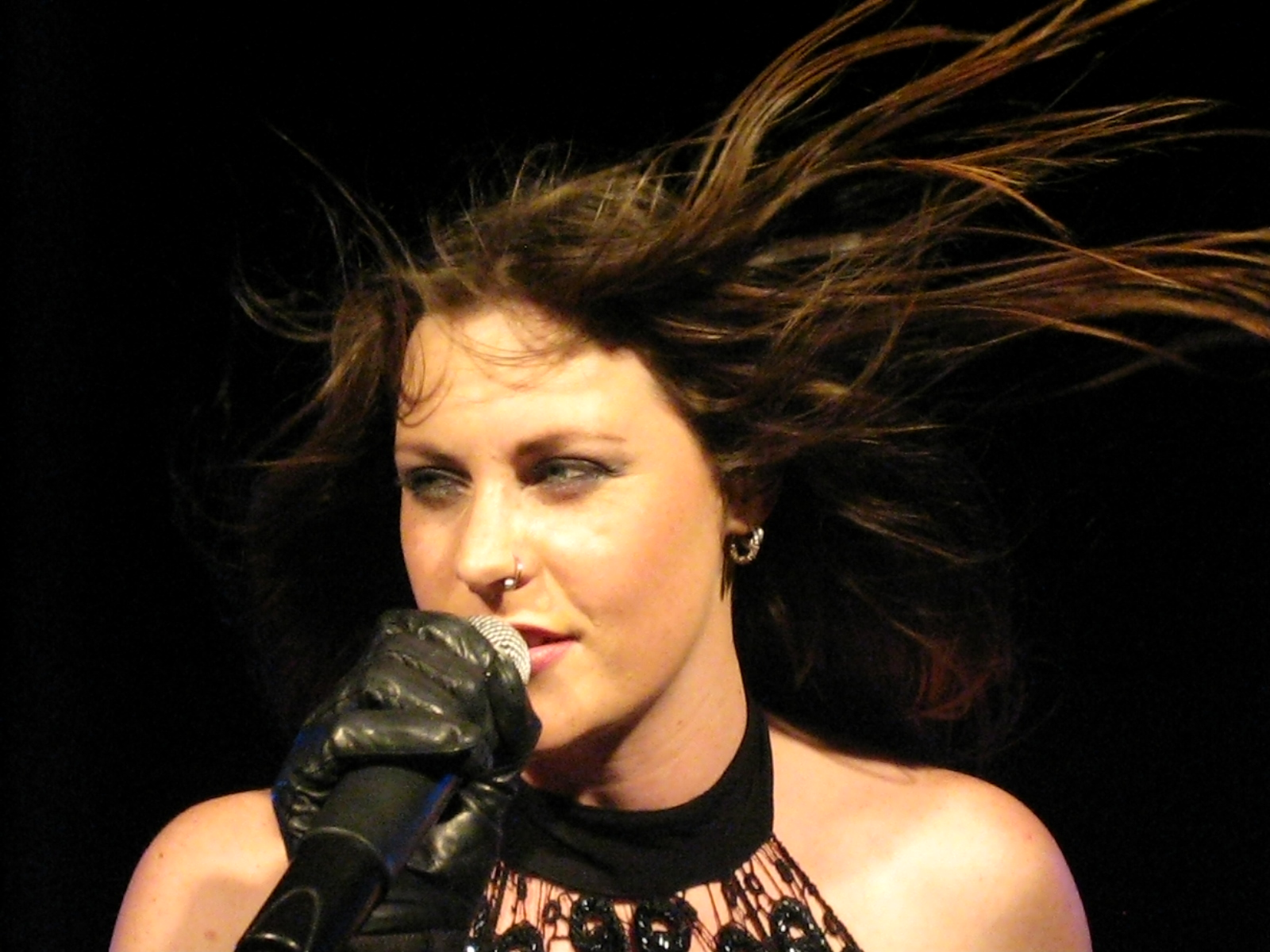
Floor Jansen
geboren in 1981

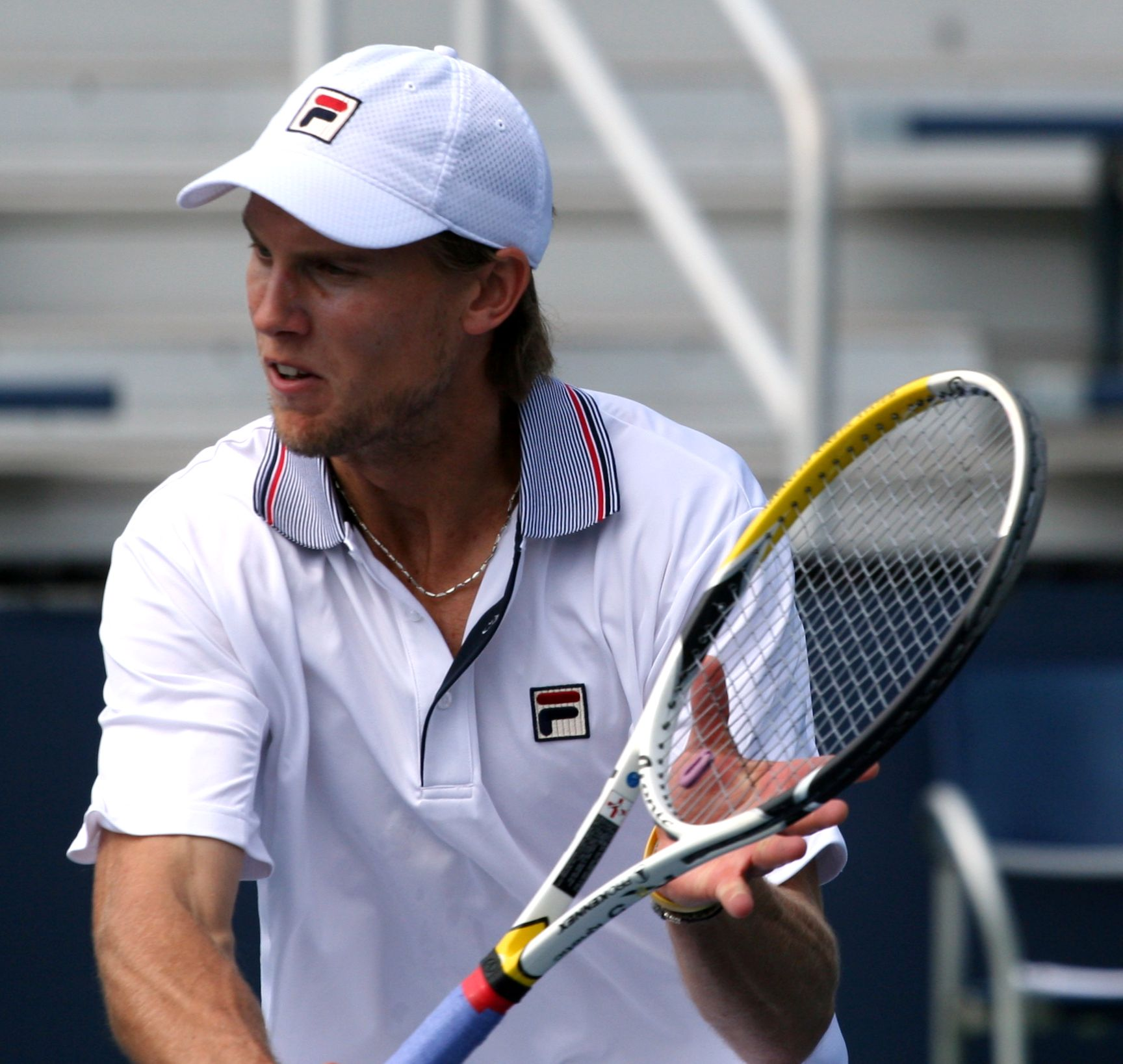
Andreas Seppi
geboren in 1984

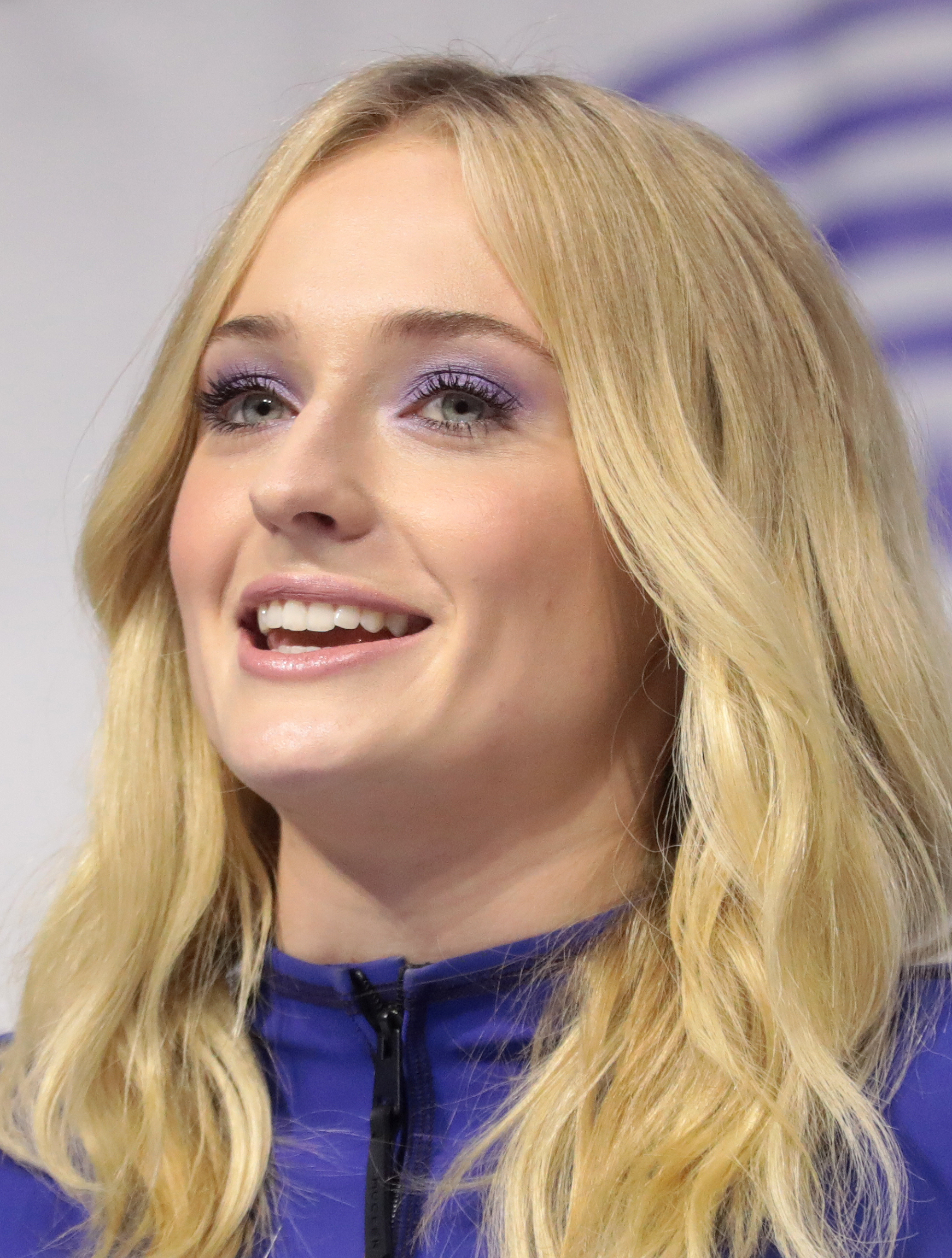
Sophie Turner
geboren in 1996

- 1484 - Joachim I Nestor van Brandenburg, keurvorst van Brandenburg (overleden 1535)
- 1607 - Étienne de Flacourt, Frans wetenschapper en gouverneur van Madagaskar (overleden 1660)
- 1684 - Justus van Effen, Nederlands schrijver (overleden 1735)
- 1703 - Mary Toft, Engelse vrouw die beweerde konijnen te baren (overleden 1763) (genoemde datum is doopdatum)
- 1728 - Peter III, tsaar van Rusland (overleden 1762)
- 1744 - Eise Eisinga, Nederlands astronoom (overleden 1828)
- 1757 - Michel-Gabriel Paccard, Italiaans botanicus (overleden 1827)
- 1791 - Carl Czerny, Oostenrijks componist, pianist en pianopedagoog (overleden 1857)
- 1807 - Christoffel Meyer Nap, Nederlands advocaat en politicus (overleden 1886)
- 1813 - Johann Ulrich Schiess, Zwitsers politicus (overleden 1883)
- 1830 - Henry Wallis, Engels kunstschilder (overleden 1916)
- 1836 - Léo Delibes, Frans componist (overleden 1891)
- 1844 - Charles-Marie Widor, Frans orgelcomponist (overleden 1937)
- 1856 - Hendrik Petrus Berlage, Nederlands architect (overleden 1934)
- 1860 - Alfred Canning, Australisch landmeter (overleden 1936)
- 1875 - Jeanne-Louise Calment, Franse vrouw, officieel oudste mens ooit (overleden 1997)
- 1879 - Gertie Millar, Engels actrice en zangeres (overleden 1952)
- 1893 - Andrés Segovia, Spaans gitarist (overleden 1987)
- 1896 - Sylvain Poons, Nederlands zanger en acteur (overleden 1985)
- 1897 - Celia Lovsky, Oostenrijks-Amerikaans actrice (overleden 1979)
- 1900 - Józef Adamek, Pools voetballer (overleden 1974)
- 1900 - Stephan Lucien Joseph van Waardenburg, Nederlands gouverneur (overleden 1975)
- 1900 - Gerard van Walsum, Nederlands burgemeester van Rotterdam (overleden 1980)
- 1901 - Emilio Comici, Italiaans bergbeklimmer (overleden 1940)
- 1902 - Gaston Étienne, Belgisch atleet (overleden 1995)
- 1902 - Bob Scholte, Nederlands zanger (overleden 1983)
- 1903 - Anaïs Nin, Amerikaans schrijfster (overleden 1977)
- 1903 - Raymond Queneau, Frans auteur (overleden 1976)
- 1904 - Armand Preud'homme, Belgisch componist (overleden 1986)
- 1906 - Leonida Frascarelli, Italiaans wielrenner (overleden 1991)
- 1907 - W.H. Auden, Engels schrijver (overleden 1973)
- 1908 - Gien de Kock, Nederlands atlete (overleden 1998)
- 1909 - Hans Erni, Zwitsers kunstenaar (overleden 2015)
- 1909 - Jan Smallenbroek, Nederlands politicus (overleden 1974)
- 1909 - Gerard Walden, Nederlands acteur en theatermaker (overleden 2005)
- 1910 - Wilhelmina Minis-van de Geijn, Nederlands paleontologe (overleden 2009)
- 1913 - Roger Laurent, Belgisch autocoureur (overleden 1997)
- 1914 - Arnold Denker, Amerikaans schaker (overleden 2005)
- 1917 - Victor Marijnen, Nederlands minister-president (overleden 1975)
- 1921 - Hans Andreus, Nederlands schrijver en dichter (overleden 1977)
- 1921 - Antonio María Javierre, Spaans theoloog en curiekardinaal (overleden 2007)
- 1923 - Béla Síki, Hongaars-Zwitsers pianist (overleden 2020)
- 1924 - Jantje Koopmans, Nederlands zanger (overleden 2013)
- 1924 - Robert Mugabe, Zimbabwaans president (overleden 2019)
- 1925 - Tom Gehrels, Amerikaans/Nederlands astronoom (overleden 2011)
- 1925 - Aleksej Paramonov, Sovjet voetballer en trainer (overleden 2018)
- 1925 - Sam Peckinpah, Amerikaans regisseur (overleden 1984)
- 1927 - Rik Evens, Belgisch wielrenner (overleden 2022)
- 1928 - Gino Pariani, Amerikaans voetballer (overleden 2007)
- 1928 - Cecil Sandford, Brits motorcoureur (overleden 2023)
- 1929 - Theo Boosten, Nederlands voetbalscheidsrechter (overleden 1994)
- 1929 - Chespirito, Mexicaans acteur, scenarioschrijver en komiek (overleden 2014)
- 1931 - Odilon Mortier, Belgisch acteur (overleden 2012)
- 1931 - Paula Sleyp, Belgisch actrice (overleden 2019)
- 1933 - Keith Johnstone, Brits acteur, toneelregisseur en theaterdocent (overleden 2023)
- 1933 - Bob Rafelson, Amerikaans filmregisseur (overleden 2022)
- 1933 - Nina Simone, Amerikaans zangeres (overleden 2003)
- 1934 - Kjell Bäckman, Zweeds langebaanschaatser (overleden 2019)
- 1934 - Rue McClanahan, Amerikaans actrice (overleden 2010)
- 1936 - Chris Boni, Belgisch actrice
- 1936 - Michael O'Kennedy, Iers politicus (overleden 2022)
- 1937 - Ron Clarke, Australisch atleet (overleden 2015)
- 1937 - Harald V van Noorwegen, koning van Noorwegen
- 1937 - Gary Lockwood, Amerikaans acteur
- 1939 - May Claerhout, Belgisch kunstenares (overleden 2016)
- 1939 - Jo De Meyere, Belgisch acteur
- 1940 - Peter Gethin, Brits autocoureur (overleden 2011)
- 1940 - John Robert Lewis, Amerikaans mensenrechtenactivist en politicus (overleden 2020)
- 1941 - Loes Boling, Nederlands atlete
- 1941 - Nojim Maiyegun, Nigeriaans bokser (overleden 2024)
- 1942 - Margarethe von Trotta, Duits filmregisseur
- 1942 - Oliver Wood, Brits cameraman (overleden 2023)
- 1942 - Joseph Wouters, Belgisch wielrenner
- 1944 - Herman de Coninck, Belgisch dichter (overleden 1997)
- 1945 - Maurice Bembridge, Brits golfer (overleden 2024)
- 1945 - Tom van Deel, Nederlands dichter (overleden 2019)
- 1945 - Jan van 't Hek, Nederlands voetballer (overleden 2021)
- 1945 - Jan Lokin, Nederlands hoogleraar (overleden 2022)
- 1945 - Walter Momper, Duits politicus
- 1945 - Akira Sakata, Japans altsaxofonist en basklarinettist
- 1946 - Tyne Daly, Amerikaans actrice
- 1946 - Anthony Daniels, Brits acteur
- 1946 - Alan Rickman, Brits acteur (overleden 2016)
- 1947 - Eddy Achterberg, Nederlands voetballer
- 1947 - Hugo Coveliers, Belgisch politicus
- 1948 - Christian Vander, Frans musicus en drummer
- 1949 - Ronnie Hellström, Zweeds voetballer (overleden 2022)
- 1949 - Enrique Wolff, Argentijns voetballer
- 1950 - Larry Drake, Amerikaans acteur (overleden 2016)
- 1950 - Håkan Nesser, Zweeds auteur
- 1951 - Vince Welnick, Amerikaans toetsenist (overleden 2006)
- 1952 - Jean-Jacques Burnel, Brits basgitarist en zanger
- 1952 - Barbara Gozens, Nederlands actrice
- 1953 - Siegfried Bracke, Belgisch journalist en politicus
- 1953 - William Petersen, Amerikaans acteur
- 1954 - Gaby Baginsky, Duits schlagerzangeres
- 1954 - Ivo Van Damme, Belgisch atleet (overleden 1976)
- 1955 - Kelsey Grammer, Amerikaans acteur
- 1957 - Stijn Coninx, Belgisch filmregisseur
- 1957 - Hans Galjé, Nederlands voetballer en voetbaltrainer
- 1957 - Hans van Houwelingen, Nederlands beeldend kunstenaar
- 1957 - Carlos Renato Frederico (Renato), Braziliaans voetballer
- 1958 - Denise Dowse, Amerikaans actrice (overleden 2022)
- 1960 - Edgar Chatto, Filipijns politicus
- 1960 - Rolf Falk-Larssen, Noors schaatser
- 1960 - Jan Hellström, Zweeds voetballer
- 1961 - André Baars, Nederlands politicus
- 1961 - Yobes Ondieki, Keniaans atleet
- 1962 - Ellis Faas, Nederlands visagiste (overleden 2020)
- 1962 - David Foster Wallace, Amerikaans schrijver (overleden 2008)
- 1962 - Chuck Palahniuk, Amerikaans satirisch romanschrijver en freelance journalist
- 1963 - William Baldwin, Amerikaans acteur
- 1963 - Ranking Roger, Amerikaans zanger en muzikant (overleden 2019)
- 1964 - Gretha Tromp, Nederlands atlete
- 1965 - Evair, Braziliaans voetballer en voetbaltrainer
- 1966 - Irma Hartog, Nederlands actrice
- 1966 - Willy Hendriks, Nederlands schaker
- 1967 - Leroy Burrell, Amerikaans atleet
- 1967 - Patrick Lodewijks, Nederlands voetbaldoelman
- 1968 - Dan Calichman, Amerikaans voetballer
- 1968 - Mirsad Dedić, Bosnisch voetballer
- 1968 - Jan Johnston, Brits zangeres
- 1969 - James Dean Bradfield, Welsh zanger en gitarist
- 1969 - Tony Meola, Amerikaans voetballer
- 1969 - Lukas Tudor, Chileens voetballer
- 1971 - Pierre Fulke, Zweeds golfer
- 1972 - Ester Goossens, Nederlands atlete
- 1972 - Gianluca de Lorenzi, Italiaans autocoureur
- 1972 - Alan Norris, Engels darter
- 1973 - Justin Sane, Amerikaans zanger en gitarist
- 1973 - Robert Schörgenhofer, Oostenrijks voetbalscheidsrechter
- 1974 - Gilbert Agius, Maltees voetballer
- 1974 - Kevin Blom, Nederlands voetbalscheidsrechter
- 1974 - Roberto Heras, Spaans wielrenner
- 1974 - Luigi Sala, Italiaans voetballer
- 1975 - Frederik Brom, Nederlands acteur en presentator
- 1975 - Richard Morales, Uruguayaans voetballer
- 1975 - Staffan Olsson, Zweeds zanger
- 1976 - Rajmund Fodor, Hongaars waterpoloër
- 1976 - Eveline de Haan, Nederlands hockeyster
- 1976 - Anthony Rossomando, Amerikaans gitarist
- 1976 - Vita Stopina, Oekraïens atlete
- 1977 - Dennis Weening, Nederlands radio-dj, -vj en presentator
- 1978 - Ralf Bartels, Duits atleet
- 1978 - Nicole Parker, Amerikaans actrice
- 1979 - Arijan van Bavel, Nederlands acteur en zanger
- 1979 - Pascal Chimbonda, Frans voetballer
- 1979 - Nathalie Dechy, Frans tennisster
- 1979 - Jennifer Love Hewitt, Amerikaans actrice en zangeres
- 1979 - Anne Baaths, Belgisch schrijfster en dichteres
- 1980 - Elke Van den Brandt, Belgisch politica
- 1980 - Takayuki Matsumiya, Japans atleet
- 1980 - Yuko Matsumiya, Japans langeafstandsloper
- 1980 - Enas Taleb, Iraaks actrice en presentatrice
- 1980 - Peter Viitanen, Zweeds acteur
- 1981 - Floor Jansen, Nederlands zangeres
- 1981 - Parthiva Sureshwaren, Indiaas autocoureur
- 1982 - Christophe Raes, Belgisch roeier
- 1983 - Jemma Wakeman, Brits zangeres
- 1984 - Victor Almström, Zweeds golfer
- 1984 - David Odonkor, Duits voetballer
- 1984 - Antti Ruuskanen, Fins atleet
- 1984 - Andreas Seppi, Italiaans tennisser
- 1984 - Laura Verlinden, Belgisch actrice
- 1985 - Georgios Samaras, Grieks voetballer
- 1985 - Joel Sjöholm, Zweeds golfer
- 1985 - Peter Velits, Slowaaks wielrenner
- 1986 - Charlotte Church, Brits zangeres en presentatrice
- 1986 - Prins Amedeo van België
- 1986 - Sanne van der Star, Nederlands schaatsster
- 1987 - Ashley Greene, Amerikaans actrice
- 1987 - Jens Höing, Duits autocoureur
- 1987 - Elliot Page, Canadees acteur
- 1987 - Anas Sharbini, Kroatisch voetballer
- 1987 - Cecile Sinclair, Nederlands model
- 1988 - Jaime Ayoví, Ecuadoraans voetballer
- 1988 - Adil Chihi, Duits-Marokkaans voetballer
- 1988 - Edward Corrie, Brits tennisser
- 1988 - Harlem Gnohéré, Frans voetballer
- 1988 - Cenk Gönen, Turks voetballer
- 1988 - Beka Gotsiridze, Georgisch voetballer
- 1988 - Niels Langeveld, Nederlands autocoureur
- 1988 - Matthias de Zordo, Duits atleet
- 1989 - Roman Bezjak, Sloveens voetballer
- 1989 - Corbin Bleu, Amerikaans acteur, model, danser en zanger
- 1989 - Kristin Herrera, Amerikaans actrice
- 1989 - Machteld Mulder, Nederlands atlete
- 1989 - Monique Sullivan, Canadees baanwielrenster
- 1989 - Scout Taylor-Compton, Amerikaans actrice
- 1990 - Daniel Bohnacker, Duits freestyleskiër
- 1990 - Kathleen Hersey, Amerikaans zwemster
- 1990 - Helene Olafsen, Noors snowboardster
- 1991 - Pavel Maslák, Tsjechisch atleet
- 1991 - Henri Toivomäki, Fins voetballer
- 1992 - Michael Kraaij, Nederlands golfer
- 1992 - Louis Meintjes, Zuid-Afrikaans wielrenner
- 1992 - Andrew Young, Brits langlaufer
- 1993 - Davy Klaassen, Nederlands voetballer
- 1994 - Katsumi Nakamura, Japans zwemmer
- 1995 - Robin van der Meer, Nederlands voetballer
- 1996 - Norbert Balogh, Hongaars voetballer
- 1996 - Janneke Ennema, Nederlands voetbalster
- 1996 - Sophie Turner, Engels actrice
- 1999 - Peter de Kroon, Nederlands acteur, musicalacteur en stemacteur/voice-over
- 1999 - Lotte van der Zee, Nederlands model (overleden 2019)
- 2000 - Belle Zimmerman, Nederlands actrice
- 2002 - PJ Hall, Amerikaans basketballer
- 2002 - Marcus & Martinus, Noors popduo
- 2003 - Selma Pettersen, Noors voetbalster

## Overleden

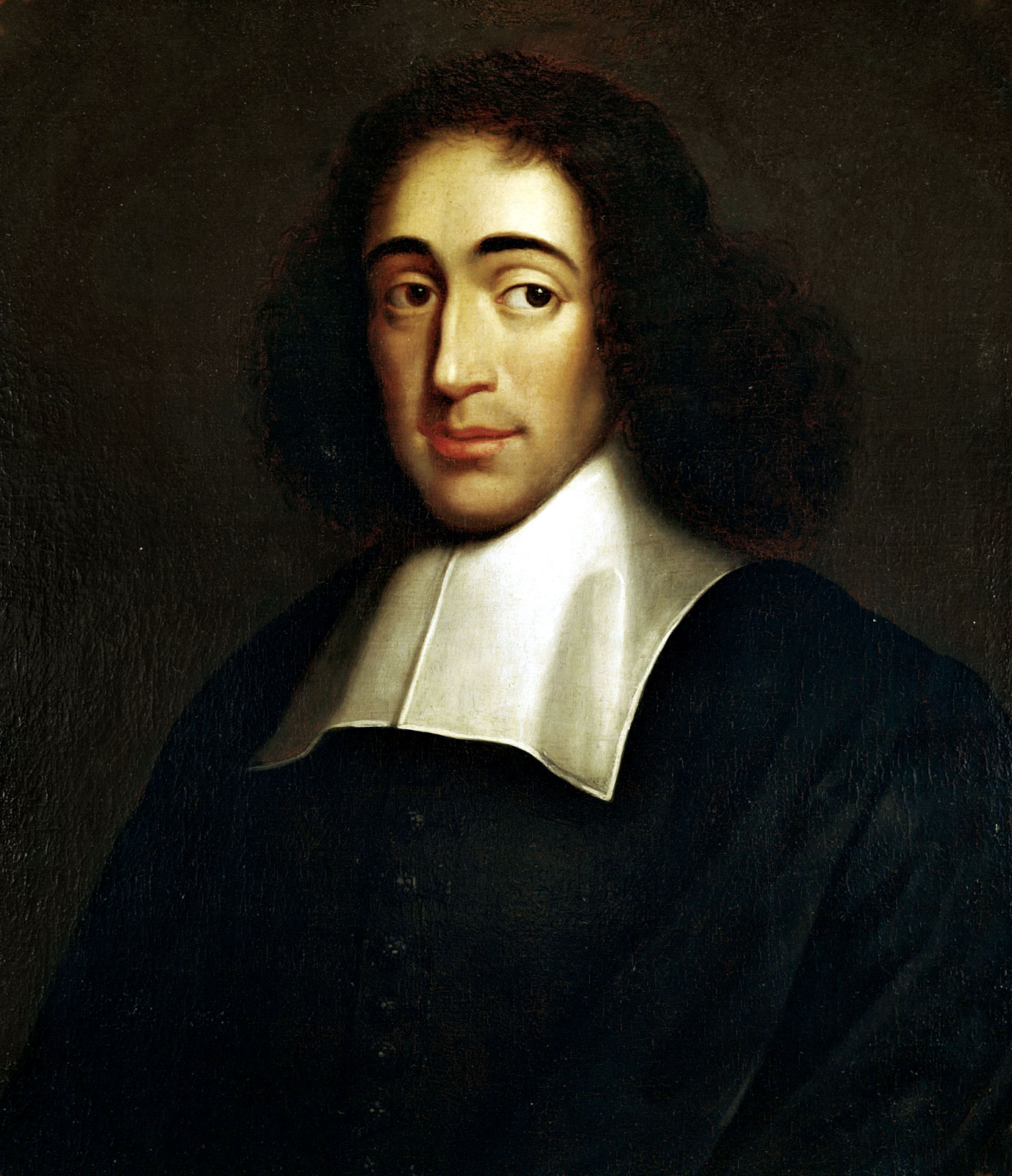
Baruch Spinoza
overleden in 1677

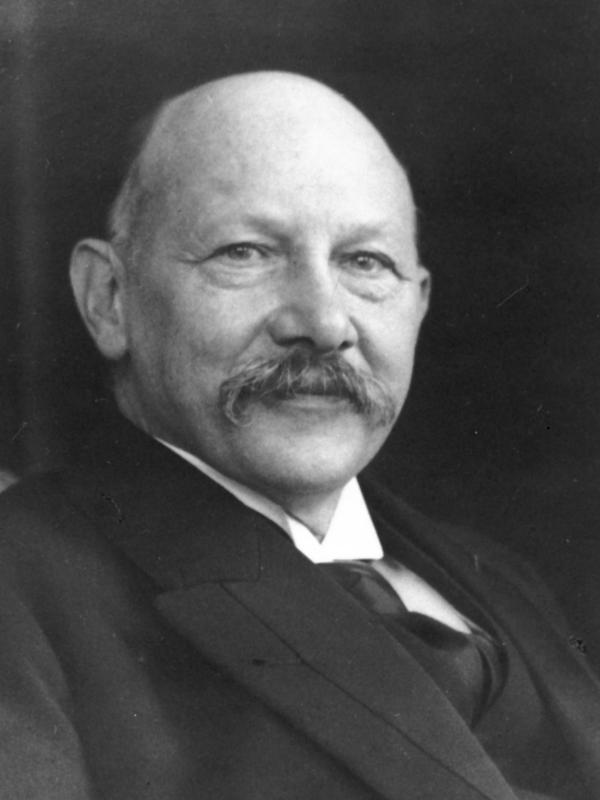
Heike Kamerlingh Onnes
overleden in 1926

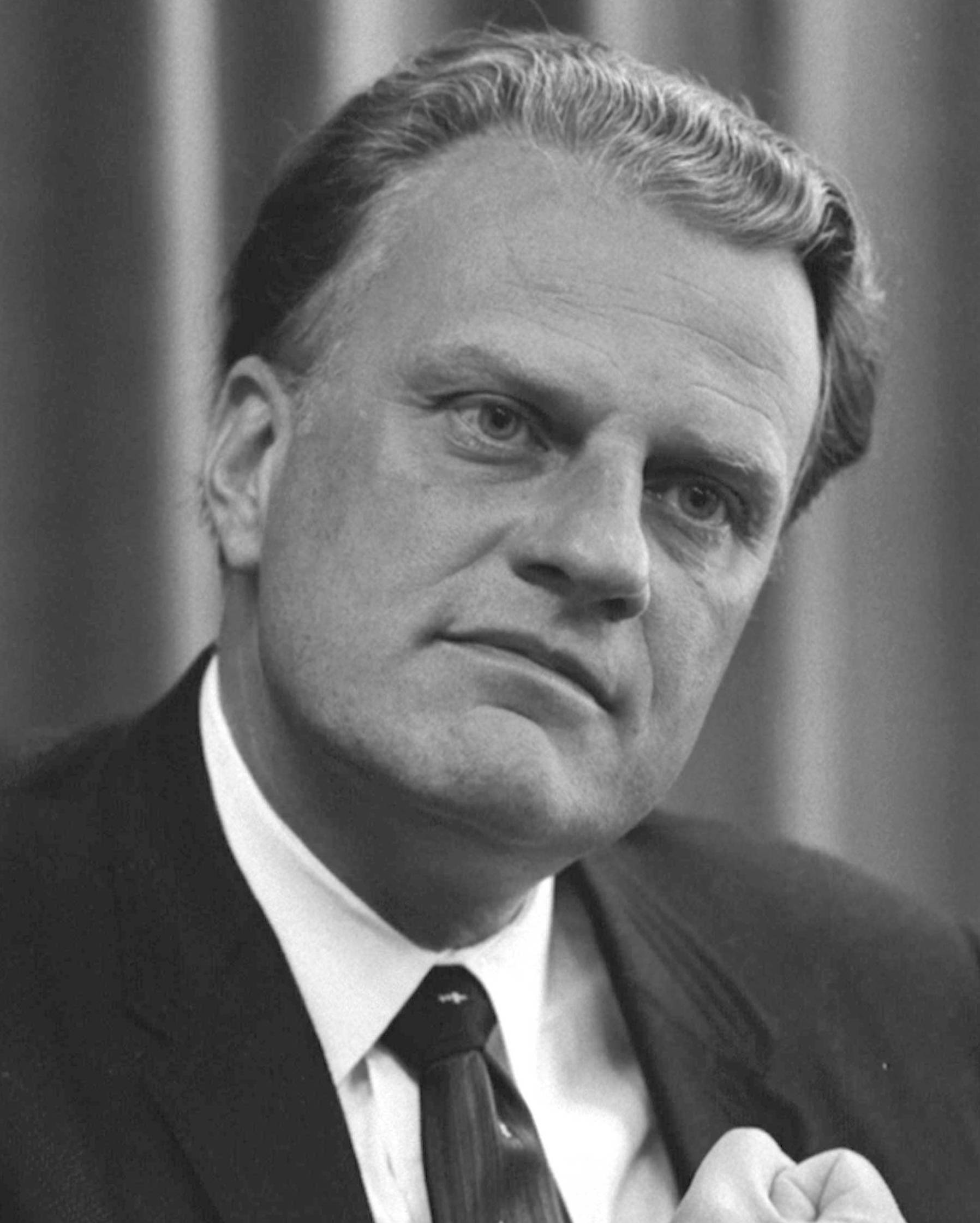
Billy Graham
overleden in 2018

- 639 - Pepijn van Landen (±59), Frankisch hofmeier
- 1513 - Giuliano della Rovere, de latere Paus Julius II (68)
- 1595 - Robert Southwell (±34), Engels dichter
- 1677 - Baruch Spinoza (44), Nederlands filosoof
- 1730 - Pietro Francesco Orsini, de latere Paus Benedictus XIII (81)
- 1732 - Ernestine Charlotte van Nassau-Schaumburg (69), regentes van Nassau-Siegen
- 1741 - Jethro Tull (66), Engels landbouwwetenschapper
- 1823 - Charles Wolfe (31), Iers dichter
- 1824 - Eugène de Beauharnais (42), groothertog van Frankfurt
- 1838 - Antoine-Isaac Silvestre de Sacy (79), Frans taalkundige en oriëntalist
- 1919 - Kurt Eisner (51), Duits politicus
- 1926 - Heike Kamerlingh Onnes (72), Nederlands natuurkundige
- 1938 - George Hale (69), Amerikaans astronoom
- 1941 - Guerrita (78), Spaans torero
- 1943 - Gerrit Willem Kastein (32), Nederlands verzetsstrijder
- 1945 - Karl Auer (46), Duits voetballer
- 1945 - Eric Liddell (43), Schots atleet en rugbyspeler
- 1956 - Edwin Franko Goldman (58), Amerikaans componist, dirigent en cornettist
- 1958 - Duncan Edwards (21), Engels voetballer
- 1965 - Malcolm X (39), Amerikaans activist
- 1972 - Bronislava Nijinska (80), Russisch balletdanseres en choreografe
- 1978 - Johan Dijkstra (81), Nederlands kunstenaar
- 1979 - Waldemar de Brito (65), Braziliaans voetballer
- 1985 - Eric Herfst (47), Nederlands kleinkunstenaar
- 1986 - Shigechiyo Izumi (120), Japans oudste mens ter wereld
- 1988 - Cornelis van Eesteren (90), Nederlands architect
- 1988 - Jan Emmens (90), Nederlands politicus
- 1988 - Martin Winter (32), Oost-Duits roeier
- 1989 - Otar Taktakisjvili (64), Georgisch componist
- 1989 - Alex Thépot (82), Frans voetballer
- 1991 - Margot Fonteyn (71), Engels ballerina
- 1994 - Mary Lasker (93), Amerikaans filantroop en activiste en lobbyiste
- 1995 - István Bárány (87), Hongaars zwemmer
- 2000 - Fred Manichand (69), Surinaams politicus
- 2002 - Poncke Princen (76), Nederlands/Indonesisch mensenrechtenactivist
- 2002 - John Thaw (60), Brits acteur
- 2004 - Les Gray (57), Brits zanger
- 2004 - David de Wied (79), Nederlands hoogleraar farmacie en onderzoeker
- 2004 - John Charles (72), Welsh voetbalspeler en trainer
- 2005 - Guy Mathot (63), Waals politicus
- 2006 - Paul Marcinkus (84), Amerikaans aartsbisschop en bankier
- 2006 - Angelica Rozeanu (84), Roemeens/Israëlisch tafeltennisspeelster
- 2007 - Klaas Knol (78), Nederlands longarts
- 2008 - Emmanuel Sanon (56), Haïtiaans voetballer
- 2009 - Zef Simoni (80), Albanees bisschop
- 2010 - Menachem Porush (93), Israëlisch rabbijn, journalist en politicus
- 2011 - Stanley Hillis (64), Nederlands crimineel
- 2011 - Jelle Kuiper (66), Nederlands hoofdcommissaris
- 2011 - Gilbert Mottard (84), Belgisch politicus
- 2011 - Bernard Nathanson (84), Amerikaans ex-aborteur en pro-lifer
- 2012 - Benjamin Romualdez (81), Filipijns politicus, diplomaat en zakenman
- 2013 - Hasse Jeppson (87), Zweeds voetballer
- 2013 - Magic Slim (75), Amerikaans blueszanger en -gitarist
- 2014 - Georgette Rejewski (104), Belgisch actrice en logopediste
- 2015 - Diederik Fabius (72), Nederlands generaal
- 2015 - Michail Koman (86), Sovjet-Oekraïens voetballer en trainer
- 2015 - Clark Terry (94), Amerikaans jazztrompettist
- 2016 - Jean-Pierre Detremmerie (75), Belgisch burgemeester
- 2016 - Piotr Grudziński (40), Pools gitarist
- 2016 - Peter Marlow (63), Engels fotograaf en -journalist
- 2017 - Kenneth Arrow (95), Amerikaans econoom
- 2017 - Desmond Connell (90), Iers kardinaal
- 2017 - Gerrit Jan Polderman (70), Nederlands burgemeester
- 2017 - Stanisław Skrowaczewski (93), Pools-Amerikaans dirigent
- 2018 - Billy Graham (99), Amerikaans predikant
- 2018 - Michiel Wielema (58), Nederlands filosoof, vrijdenker en vertaler
- 2019 - Gus Backus (81), Amerikaans schlagerzanger
- 2019 - Stanley Donen (94), Amerikaans filmregisseur, choreograaf en danser
- 2019 - Peter Tork (77), Amerikaans muzikant en acteur
- 2020 - Jan J. van den Berg (90), Nederlands organist en componist
- 2020 - Jeanne Evert (62), Amerikaans tennisspeelster
- 2020 - Jaap Stobbe (83), Nederlands clown en acteur
- 2021 - Hannie Bruinsma-Kleijwegt (84), Nederlands burgemeester
- 2021 - André Dufraisse (94), Frans veldrijder en wielrenner
- 2021 - Jacqueline Quef-Allemant (83), Frans schrijfster
- 2021 - Zlatko Saračević (59), Kroatisch handballer
- 2021 - Marc Waelkens (72), Belgisch archeoloog
- 2022 - Ernie Andrews (94), Amerikaans blues- en jazzzanger
- 2022 - John Emery (90), Canadees bobsleeremmer
- 2022 - Theo ten Kate (90), Nederlands jurist
- 2022 - Abdul Waheed Khan (85), Pakistaans hockeyspeler
- 2022 - Wolfram Schneider (79), Duits beeldhouwer en graficus
- 2022 - Chor Yuen (87), Chinees filmregisseur, scriptschrijver en acteur
- 2023 - Amancio Amaro (83), Spaans voetballer
- 2023 - Henk Deys (90), Nederlands auteur en chemicus
- 2024 - Roger Guillemin (100), Frans-Amerikaans neurowetenschapper en Nobelprijswinnaar
- 2024 - Jit Narain (75), Surinaams arts en dichter
- 2024 - Micheline Presle (101), Frans actrice
- 2025 - Fred Bekky (81), Belgisch zanger en componist
- 2025 - Ioan James (96), Brits wiskundige
- 2025 - Henk Kramer (66), Nederlands ondernemer
- 2025 - Henk Scholte (65), Nederlands zanger en presentator

## Viering/herdenking

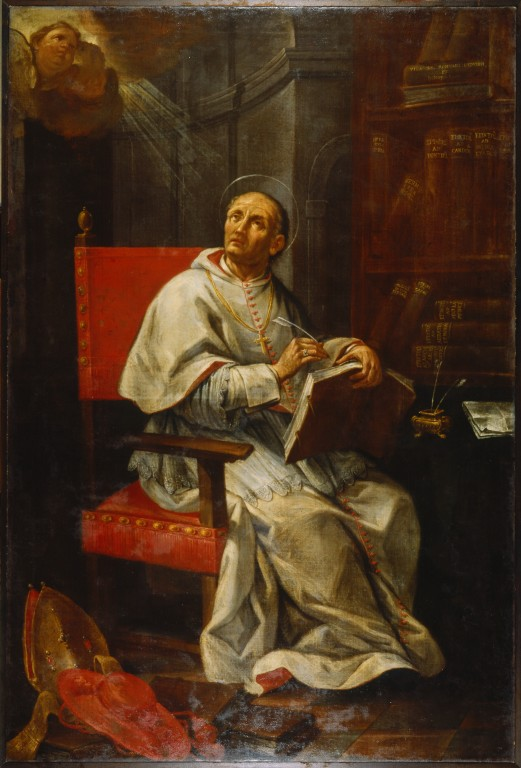
H. Petrus Damiani

- Sint Piter te Grouw (Friesland), te vergelijken met het Sinterklaasfeest
- Biikebrennen in Noord-Friesland
- Internationale Moedertaaldag (UNESCO), sinds 2000
- Rooms-katholieke kalender:
  - Heilige Petrus Damiani († 1072), benedictijn en kerkleraar - Vrije Gedachtenis
  - Heiligen Germanus en Randoald (van Granfelden) († c. 675)
  - Heiligen Robert Southwell († 1595)
  - Zalige Pippijn I van Landen of Pepijn I van Landen († c. 640), hofmeier van de Frankische koningen
  - Zalige Eleonora van Provence († 1291)
- De Romeinen vierden Feralia.

## Weerextremen

### Nederland
| | Officiële records | Officiële records | Officiële records |      | Landelijke records | Landelijke records | Landelijke records |
| Gebeurtenis | Jaar              | Extreem           | Locatie           | Jaar | Extreem            | Locatie            |                    |
| --- | ----------------- | ----------------- | ----------------- | ---- | ------------------ | ------------------ | ------------------ |
| Laagste etmaalgemiddelde temperatuur (°C) | 1956              | −8,7              | De Bilt           |      | 1956               | −11,2              | Maastricht         |
| Hoogste etmaalgemiddelde temperatuur (°C) | 1903, 2021        | 10,7              | De Bilt           |      | 2021               | 13,4               | Maastricht         |
| Laagste minimumtemperatuur (°C) | 1986              | −14,6             | De Bilt           |      | 1956               | −18,9              | Vlissingen         |
| Hoogste minimumtemperatuur (°C) | 2024              | 8,7               | De Bilt           |      | 2016               | 10,8               | Gilze-Rijen        |
| Laagste maximumtemperatuur (°C) | 1942              | −5,2              | De Bilt           |      | 1942               | −6,6               | Eelde              |
| Hoogste maximumtemperatuur (°C) | 2021              | 16,9              | De Bilt           |      | 2021               | 18,5               | Eindhoven          |
| Hoogste uurgemiddelde windsnelheid (m/s) | 1907, 1935        | 15,4              | De Bilt           |      | 1993               | 24,7               | Huibertgat         |
| Hoogste windstoot (m/s) | 1993              | 23,1              | De Bilt           |      | 1993               | 34,0               | Huibertgat         |
| Langste zonneschijnduur (uur) | 1996              | 9,5               | De Bilt           |      | 1982               | 9,8                | Twenthe            |
| Langste neerslagduur (uur) | 1970              | 15,1              | De Bilt           |      | 1970               | 18,8               | Maastricht         |
| Hoogste etmaalsom van de neerslag (mm) | 1970              | 17,8              | De Bilt           |      | 1970               | 20,0               | Maastricht         |
| Laagste etmaalgemiddelde relatieve vochtigheid (%) | 1948              | 60                | De Bilt           |      | 1940               | 46                 | Maastricht         |
| Laagste uurwaarde luchtdruk op zeeniveau (hPa) | 1951              | 980,6             | De Bilt           |      | 1907               | 975,0              | Eelde              |
| Hoogste uurwaarde luchtdruk op zeeniveau (hPa) | 1932              | 1041,2            | De Bilt           |      | 1932               | 1041,9             | Vlissingen         |
| Officiële records worden altijd gemeten op het KNMI-weerstation in De Bilt. Landelijke records kunnen worden gemeten op elk officieel KNMI-weerstation in Nederland. |                   |                   |                   |      |                    |                    |                    |

Uitzonderlijke gebeurtenissen
- 1948 - Officieel laagste minimumtemperatuur in °C van het jaar gemeten in De Bilt: −10,2
- 1986 - Officieel laagste minimumtemperatuur in °C van het jaar gemeten in De Bilt: −14,6
- 1994 - Officieel laagste minimumtemperatuur in °C van het jaar gemeten in De Bilt: −10,1

### België
Dagrecords
- 1956 - Laagste etmaalgemiddelde temperatuur −9,2 °C
- 1990 - Hoogste etmaalgemiddelde temperatuur 12 °C
- 1956 - Laagste minimumtemperatuur −14,1 °C
- 2025 - Hoogste maximumtemperatuur 18,2 °C
- 1958 - Hoogste etmaalsom van de neerslag 17 mm

Uitzonderlijke gebeurtenissen
- 1901 - Minimumtemperatuur tot −15,0 °C in Leopoldsburg en −25,0 °C in Stavelot.
- 1996 - Er ligt 47 cm sneeuw in Elsenborn (Bütgenbach).

<< · 1 · 2 · 3 · 4 · 5 · 6 · 7 · 8 · 9 · 10 · 11 · 12 · 13 · 14 · 15 · 16 · 17 · 18 · 19 · 20 · 21 · 22 · 23 · 24 · 25 · 26 · 27 · 28 · 29 · (30) · >>